# Martin Uhrmacher
Martin Uhrmacher (* 1971 in Koblenz) ist ein deutsch-luxemburgischer Historiker.

## Wissenschaftliche Laufbahn
Im Jahr 1991 begann Martin Uhrmacher an der Universität Trier das Studium der Geschichte, Geschichtliche Landeskunde, Klassische Archäologie und Alte Geschichte, das er 1998 mit dem Magister Artium abschloss. Daraufhin wurde er wissenschaftlicher Mitarbeiter im Projekt Hospitäler im Rhein-Maas-Moselraum vom 7. bis zum 15. Jahrhundert des Sonderforschungsbereichs 235 Zwischen Maas und Rhein der Universität Trier (Leitung: Franz Irsigler und Michel Pauly). Außerdem arbeitete er von 1998 bis 1999 mit am Geschichtlichen Atlas der Rheinlande unter der Leitung von Franz Irsigler und Rudolf Straßer. Im Jahr 2007 wurde er an der Universität mit einer Arbeit zu Lepra und Leprosorien im rheinischen Raum vom 12. bis zum 18. Jahrhundert promoviert.
Seit Gründung der Universität Luxemburg im Jahr 2003 ist er dort am Institute for History tätig. Im August 2018 wurde er zum Assistant Professor ernannt. Seine Forschungsgebiete sind die Geschichtliche Landeskunde Luxemburgs, der Großregion und der Rheinlande, sowie Stadtgeschichte, Sozial- und Wirtschaftsgeschichte, Historische Kartographie und Medizingeschichte. Er leitet seit 2010 Forschungsprojekte zur luxemburgischen Stadtgeschichte. In Zusammenarbeit mit der Stadt Luxemburg widmet sich das von ihm seit 2016 geleitete universitäre Forschungsprojekt VILLUX X der Erstellung eines digitalen und interaktiven historischen Atlas der Stadt Luxemburg. Am 28. November 2019 wurde der Atlas der Öffentlichkeit vorgestellt und die Seite Luxatlas.lu freigeschaltet.

## Auszeichnung
- 2006: Hans-Richard-Winz-Preis der Gesellschaft für Leprakunde

## Mitgliedschaften (Auswahl)
- Institut Grand-Ducal de Luxembourg, Section historique, Membre correspondant
- International Commission for the History of Towns (Member of the Atlas Working Group)
- Verein für geschichtliche Landeskunde der Rheinlande an der Universität Bonn
- Centre Luxembourgeois de Documentation et d'Études Médiévales
- Beirat der Gesellschaft für Leprakunde e.V.
- Kommission für Saarländische Landesgeschichte e. V.
- Luxatlas.lu

## Schriften (Auswahl)
- Hg. gemeinsam mit Shaaf Milani-Nia: Mansfeld Revisited: L’ancien château « La Fontaine » et son parc à Luxembourg-Clausen/Das ehemalige Schloss „La Fontaine“ und sein Park in Luxemburg-Clausen. État de la recherche, comparaison internationale et perspectives d’avenir/Forschungsstand, internationaler Vergleich und Zukunftsperspektiven. Luxembourg 2023.
- Hg. gemeinsam mit Guy Thewes: Extra Muros. Vorstädtische Räume in Spätmittelalter und Früher Neuzeit / Espaces suburbains au bas Moyen Âge et à l’époque moderne (Städteforschung, Reihe A, 91), Wien / Köln / Weimar 2019 ISBN 978-3-412-22273-4
- Neue Staaten – neue Grenzen. Die Rhein-Maas-Mosel-Region zwischen den Grenzbereinigungen des Ancien Régime und der Neuordnung durch den Wiener Kongress (1779–1816), in: Repression, Reform und Neuordnung im Zeitalter der Revolutionen: Die Folgen des Wiener Kongresses für Westeuropa (Luxemburg Studien / Etudes Luxembourgeoises; 15), hg. v. Andreas Fickers, Norbert Franz u. Stephan Laux, Berlin 2019, S. 155–183 ISBN 978-3-631-77262-1
- Lepra und Leprosorien im rheinischen Raum vom 12. bis zum 18. Jahrhundert (Beiträge zur Landes- und Kulturgeschichte; 8 / Publications du CLUDEM; 36), Trier 2011 ISBN 9783933701428
- Leprosorien im Mittelalter und früher Neuzeit (Publikationen der Gesellschaft für Rheinische Geschichtskunde XII. Abt. 1b N.F.; Geschichtlicher Atlas der Rheinlande, Beiheft und Karte VIII.5), Köln 2000
- Hg. gemeinsam mit Martial Gantelet und Guy Thewes: La paix des Pyrénées et son impact en Lorraine et au Luxembourg/Der Pyrenäenfriede von 1659 und seine Auswirkungen auf Lothringen und Luxemburg. Actes du colloque international organisé du 5 au 7 novembre 2009 au Musée d’Histoire de la Ville de Luxembourg. Sonderband der Zeitschrift Hémecht. Revue d'histoire luxembourgeoise. Zeitschrift für Luxemburger Geschichte 62, 3/4, Luxembourg 2010
- gemeinsam mit Michel Pauly: Burg, Stadt, Festung, Großstadt. Die Entwicklung der Stadt Luxemburg vom 10. bis zum 20. Jahrhundert, in: Luxemburg-Atlas – Atlas du Luxembourg, hg. v. P. Bousch; Ch. Schulz; T. Chilla; Ph. Gerber; Ch. Sohn, Köln 2009, S. 32–33 (2 Karten)
- "Zu gutem Frieden und Eintracht strebend" – Norm und Praxis in Leprosorien des 15. Jahrhunderts im Spiegel ihrer Statuten. Das Beispiel Trier, in: Norm und Praxis der Armenfürsorge in Spätmittelalter und früher Neuzeit (VSWG-Beiheft 189), hg. v. Sebastian Schmidt und Jens Aspelmeier, Stuttgart 2006, S. 147–167 (1 Karte)
- Die Lepra in Köln (12.–18. Jahrhundert), in: Krank – Gesund. 2000 Jahre Krankheit und Gesundheit in Köln, hg. v. Thomas Deres, Köln 2005, S. 98–113